# 格雷格·霍华德
格雷戈里·达里尔·霍华德（英語：Gregory Darryle Howard，1948年1月8日—），美国NBA联盟前职业篮球运动员。他在1970年的NBA选秀中第1轮第10顺位被菲尼克斯太阳选中。